# Kayah
Kayah, właśc. Katarzyna Magda Rooijens z domu Szczot (ur. 5 listopada 1967 w Warszawie) – polska piosenkarka, autorka tekstów, kompozytorka, producentka muzyczna, prezenterka radiowa, filantropka i osobowość telewizyjna. Członkini Rady Polskiej Fundacji Muzycznej. Założycielka wytwórni płytowej Kayax.
Zadebiutowała fonograficznie w 1988 singlem „Córeczko”, za który otrzymała nagrodę specjalną na Festiwalu Piosenki Krajów Nadbałtyckich. Następnie wydała pierwszy album studyjny, zatytułowany po prostu Kayah (1988), który doczekał się również anglojęzycznej wersji z 1991. Ogólnopolską rozpoznawalność zyskała po wydaniu kolejnego albumu pt. Kamień z 1995, który był jej pierwszym, w pełni autorskim dziełem. W kolejnych latach wydała jeszcze 11 albumów: Zebra (1997), Kayah i Bregović (1999, nagrany z Goranem Bregoviciem), JakaJaKayah (2000), Stereo typ (2003), The Best & The Rest (2005), MTV Unplugged (2007), Skała (2009), Panienki z temperamentem (2010, z Renatą Przemyk), Kayah & Royal Quartet (2010, z Royal String Quartet), Transoriental Orchestra (2013) i Gdy pada śnieg (2016). Do jej największych przebojów należą piosenki, takie jak „Fleciki”, „Na językach”, „Supermenka”, „Śpij kochanie, śpij”, „Prawy do lewego”, „Testosteron”, „Prócz ciebie, nic”, „Za późno”, „Po co” i „Ramię w ramię”. Trzy wydane przez nią płyty dotarły na szczyt listy najchętniej kupowanych albumów w Polsce. Za sprzedaż albumów i singli otrzymała jedną diamentową płytę, jedną podwójnie platynową, cztery platynowe i osiem złotych.
Laureatka ośmiu Fryderyków, nagrody specjalnej na Festiwalu Piosenki Krajów Nadbałtyckich w Karlshamn oraz Złotej Superjedynki i sześciu Superjedynek na Krajowym Festiwalu Piosenki Polskiej w Opolu. Odznaczona Krzyżem Kawalerskim Orderu Odrodzenia Polski. Honorowy Ambasador Stolicy Polskiej Piosenki Opole. Wielokrotnie znajdowała się na liście „100 najcenniejszych gwiazd polskiego show-biznesu” w zestawieniu magazynu „Forbes Polska”, zajmując najwyższą, 21. pozycję w 2013. W 2010 czasopismo „Machina” umieściło ją na czwartej pozycji na liście 50 najlepszych polskich wokalistek. W 2025 zajęła 18. miejsce w rankingu „100 najcenniejszych kobiecych marek osobistych w Polsce” według redakcji „Forbes Women”.
Pomiędzy projektami muzycznymi była prowadzącą, jurorką bądź trenerką w kilku telewizyjnych programach rozrywkowych i wzięła udział w licznych dużych kampaniach reklamowych. Prowadzi czynnie działalność charytatywną i społeczną, została ambasadorką Światowego Funduszu na rzecz Przyrody (WWF).

## Rodzina i edukacja
Jest córką Polki i Żyda. Gdy miała 11 lat, ojciec opuścił rodzinę i wyjechał za granicę. Ze strony ojca ma dwie przyrodnie siostry. Dzieciństwo spędziła u dziadków w Białymstoku.
W młodości chciała zostać archeologiem. Trenowała judo w szkole sportowej. Edukację zakończyła w liceum, nie podchodząc do matury. W 1985 uzyskała dyplom w klasie fortepianu u prof. Anny Narkiewicz. W dorosłym życiu dorabiała, sprzedając krawaty.

## Działalność muzyczna

### Początki
Karierę muzyczną rozpoczęła w 1984 od nawiązania współpracy z Kostkiem Joriadisem oraz zespołami Rasstar i Zgoda. W 1986 nagrała z zespołem Tilt utwór „Mówię ci, że…”, który zdobył popularność w Polsce. W 1988 po raz pierwszy wystąpiła na Krajowym Festiwalu Piosenki Polskiej w Opolu, wykonując utwór „Córeczko” podczas 25. edycji festiwalu. Dzięki utworowi zyskała rozgłos w kraju. Następnie otrzymała nagrodę specjalną na Festiwalu Piosenki Krajów Nadbałtyckich w Karlshamn i wystąpiła na Festiwalu Piosenki Radzieckiej w Zielonej Górze. Również w 1988 nakładem wytwórni Polskie Nagrania „Muza” wydała swój debiutancki album, zatytułowany po prostu Kayah. Niedługo po premierze płyty zakończyła współpracę z wytwórnią, twierdząc, że oferowany jej kontrakt był „ubezwłasnowolniający”. Do zerwania kontaktu doszło z powodu niedopilnowania przez wytwórnię szczegółów koncertu promocyjnego, co stanowiło podstawę do zakończenia współpracy.

### Lata 1990–1999
W 1991 Polskie Nagrania wydały – bez zgody artystki – anglojęzyczną wersję albumu Kayah. Ona sama wówczas zrobiła sobie kilkuletnią przerwę w działalności muzycznej i zamieszkała w Wiedniu, gdzie pracowała jako modelka. Powróciła do pracy artystycznej jako wokalistka drugoplanowa, śpiewając w chórkach zespołu Tilt oraz nagrywając partie wokalne na albumy Obywatela G.C., De Mono, Atrakcyjnego Kazimierza, Pawła Stasiaka, Mietka Szcześniaka, Kasi Stankiewicz i Andrzeja Krzywego.

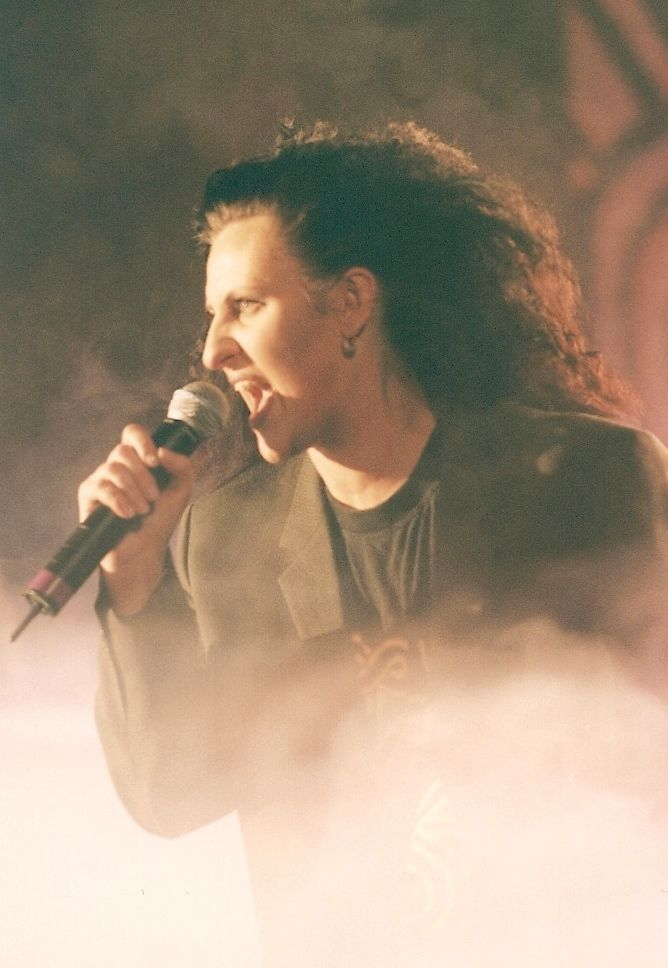
Kayah podczas koncertu

W 1993 wystąpiła z piosenką „Liść” w konkursie o Bursztynowego Słowika oraz z utworem „Cyganeria” w koncercie wspomnień podczas 30. Międzynarodowego Festiwalu Piosenki w Sopocie. Utwór „Liść” – pod zmienioną nazwą „Mówili o mnie” – pojawił się na akustycznej płycie zespołu Republika pt. Bez prądu. W 1994 z piosenką „Ja chcę ciebie” wystartowała w koncercie „Premier” podczas 31. KFPP w Opolu, na którym otrzymała nagrodę od prezydenta miasta, a także zajęła drugie miejsce na Festiwalu Piosenki Krajów Nadbałtyckich w Karlshamn.
W listopadzie 1995 wydała pierwszy autorski album jazzowy pt. Kamień, który promowała singlami: „Jak liść”, „Nawet deszcz”, „Santana” i „Fleciki”. Ostatnia piosenka stała się jednym z przebojów roku i otrzymała nagrodę polskich rozgłośni radiowych PlayBox w kategorii „Złota Dziesiątka”. Za płytę zebrała pozytywne recenzje, a za sprzedaż albumu odebrała status złotej płyty. Otrzymała także Fryderyka dla wokalistki roku, a w 1996 zdobyła kolejną nominację do tej nagrody.
Wiosną 1997 wydała album pt. Zebra, na którym umieściła materiał nawiązujący do stylistyki disco i soul. W ramach kampanii promocyjnej płyty w towarzystwie dziennikarzy odwiedziła w dniu premiery warszawskie zoo i objęła opieką zebrę Kaję. Płyta osiągnęła sukces komercyjny – w ciągu kilku dni nakład albumu przekroczył 100 tys. egzemplarzy, ogólnie sprzedano go ponad 200 tys. sztuk, za co odebrała certyfikat podwójnie platynowej płyty. Album promowała przebojami „Na językach” i „Supermenka”, za które odebrała m.in. dwie statuetki PlayBox w kategorii „Złota Dziesiątka”. Z kolei za sam album odebrała Fryderyki dla kompozytora, autora i wokalistki roku oraz za wygraną w kategorii album roku pop.
W kwietniu 1999 wydała album pt. Kayah i Bregović, który nagrała z bałkańskim muzykiem Goranem Bregoviciem. Płytę promowali singlami: „Śpij kochanie, śpij” i „Prawy do lewego”, które stały się przebojami i zapewniły im dwa PlayBoxy w kategorii „Złota Dziesiątka”. Album pozostaje jednym z największych bestsellerów w historii polskiej fonografii i osiągnął certyfikat diamentowej płyty, rozchodząc się w liczbie ponad 700 tys. egzemplarzy w Polsce. We wrześniu Kayah i Bregović zagrali wspólny koncert na warszawskim Służewcu, na którym obecnych było ponad 50 tys. widzów. W związku z popularnością albumu w Polsce, koncern Bertelsmann Music Group wydał płytę w kilkunastu krajach, m.in. we Francji i Włoszech. Duet otrzymał Fryderyka za płytę roku i wideoklip roku (do „Prawy do lewego”); Kayah dostała ponadto statuetkę dla wokalistki roku. Po zakończeniu współpracy Kayah w negatywnym tonie wypowiadała się o Bregoviciu, zarzucając mu brak elegancji i uczciwości, i twierdząc, że nie otrzymała od niego pełnej zapłaty za współtworzenie albumu.

### Lata 2000–2009
12 maja 2000 wydała album pt. JakaJaKayah, za którego sprzedaż w liczbie ponad 70 tys. egzemplarzy odebrała certyfikat platynowej płyty. Płytę promowała tytułowym utworem i teledyskiem, który był pierwszym wideoklipem wyemitowanym na antenie MTV Polska. Za występ w teledysku otrzymała nagrodę na Festiwalu Yach Film w kategorii najlepsza kreacja aktorska, a za album dostała pięć nominacji do Fryderyków. W czerwcu odebrała Superjedynki podczas 37. KFPP w Opolu za zwycięstwo w kategoriach: najlepsza wokalistka, przebój roku („Śpij kochanie, śpij”), najlepsza płyta pop (Kayah i Bregović) i najlepszy teledysk („Prawy do lewego”).
W 2001 wydała utwór „Embarcação”, który nagrała z Cesárią Évorą. Teledysk do utworu, nakręcony przez Bolesława Pawicę, zdobył pierwszą nagrodę podczas X Festiwalu Yach Film za najlepszą reżyserię oraz był nominowany do Fryderyka dla najlepszego teledysku. Piosenka znalazła się na polskiej reedycji płyty JakaJaKayah, a w Kanadzie i dziewięciu krajach europejskich album został wydany pod zmienioną nazwą – YakaYaKayah. W międzyczasie artystka nagrała piosenkę „Wiosna przyjdzie i tak” na potrzeby promocji filmu Przedwiośnie oraz zagrała koncert dla polskich żołnierzy w Kosowie. 6 października 2002 wystąpiła w koncercie z okazji 40-lecia działalności radiowej „Trójki”. 22 lutego 2003 zaśpiewała podczas Charytatywnego Balu Dziennikarzy.
22 sierpnia 2003 wydała album pt. Stereo typ, z którym dotarła do pierwszego miejsca listy bestsellerów płytowych w Polsce i za którego spredaż w 50 tys. egzemplarzy uzyskała certyfikat złotej płyty. Za album otrzymała siedem nominacji do nagrody Fryderyków. Za teledysk do pierwszego singla, utworu „Testosteron”, otrzymała pierwszą nagrodę na festiwalu Yach Film. 23 sierpnia wystąpiła podczas 40. MFP w Sopocie; jej występ obejrzało ponad 5 mln telewidzów. Jesienią odbyła klubową trasę koncertową pod nazwą Stereo Tour. W 2004 była nominowana do Nagrody Muzycznej Radia Eska w kategorii artystka roku – Polska. 2 maja wystąpiła w koncercie „Dwa kolory” organizowanym przez Polsat z okazji Dnia Flagi Polskiej. Latem 2004 wystąpiła na festiwalu TOPtrendy oraz Sopot Festival 2004 w trakcie koncertu „Czas płynie jak rzeka” ku pamięci Czesława Niemena.
W 2005 wzięła udział w nagraniach singla „Pokonamy fale”, który powstał z myślą o ofiarach trzęsienia ziemi na Oceanie Indyjskim oraz wystąpiła na koncercie charytatywnym, podczas którego zebrano pieniądze na rzecz programu Adopcja na odległość wspierającego ofiary tragedii; koncert był transmitowany przez TVP2 i obejrzało go ponad 4 mln telewidzów. Pod koniec kwietnia wydała dwupłytową składankę przebojów pt. The Best & The Rest, za którą uzyskała status złotej płyty, sprzedając album w nakładzie ponad 50 tys. sztuk. Wydawnictwo promowała duetem „Prócz ciebie, nic” z Krzysztofem Kiljańskim. Za utwór odebrali nagrodę Fryderyka 2005 za piosenka roku oraz Superjedynkę w kategorii przebój na 42. KFPP w Opolu. The Best & The Rest promowała także teledyskiem do singla „Jutro rano”, za który otrzymała trzy nominacje na Festiwalu Polskich Wideoklipów Yach Film. 14 maja wystąpiła w Warszawie w koncercie „Szczęśliwe 10 na 10-lecie Canal+”. Również w 2005 zaśpiewała partie wokalne tytułowej bohaterki w spektaklu telewizyjnym Kopciuszek (reż. Krystyna Janda), wystąpiła jako support przed koncertem Stinga w Warszawie oraz zaśpiewała podczas koncertów TVP1: „Święta, święta” i „Rewia sylwestrowa”.

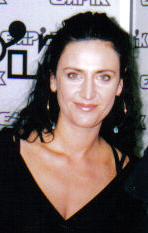
Kayah (2007)

7 marca 2006 zaśpiewała podczas koncertu Lisy Stansfield w Teatrze Wielkim w Warszawie. Pod koniec czerwca wystąpiła na koncercie „Koncertowe lato 2006” emitowanym na Polsacie. 4 sierpnia zaśpiewała na „Festiwalu Jedynki” w Sopocie podczas koncertu z okazji 25-lecia istnienia zespołu Perfect. 22 lipca wystąpiła z azjatyckimi aranżacjami swoich przebojów na Orange World Music Festival w Dębkach. Pod koniec listopada w Łodzi zagrała pierwszy w Polsce i Europie środkowo-wschodniej koncert z cyklu MTV Unplugged. Koncert został zarejestrowany i wydany w formie albumu koncertowego pt. MTV Unplugged, który ukazał się na CD i DVD w marcu 2007. Kayah za sprzedaż płyty w nakładzie ponad 15 tys. egzmemplarzy uzyskała kolejny w karierze certyfikat złotej płyty. W grudniu 2006 wydała świąteczny album pt. Kolędy śpiewa Kayah. W ostatnich miesiącach roku wystąpiła także na gali wręczenia Europejskich Nagród Filmowych oraz podczas koncertów Polsatu: „Wystarczy chcieć” i „Sylwester gwiazd w Polsacie”. Nagrała również tematy muzyczne do kilku filmów Kochankowie Roku Tygrysa i Ryś. W październiku 2007 premierę miał album zespołu Zakopower Na siedem, na którym znalazł się utwór „Zbuntowany anioł” z tekstem autorstwa Kayah. Do końca roku artystka zaśpiewała na gali wręczenia Róż Gali w Teatrze Narodowym w Warszawie oraz plenerowego koncertu TVP1 „Sylwester pod dobrą gwiazdą” we Wrocławiu.

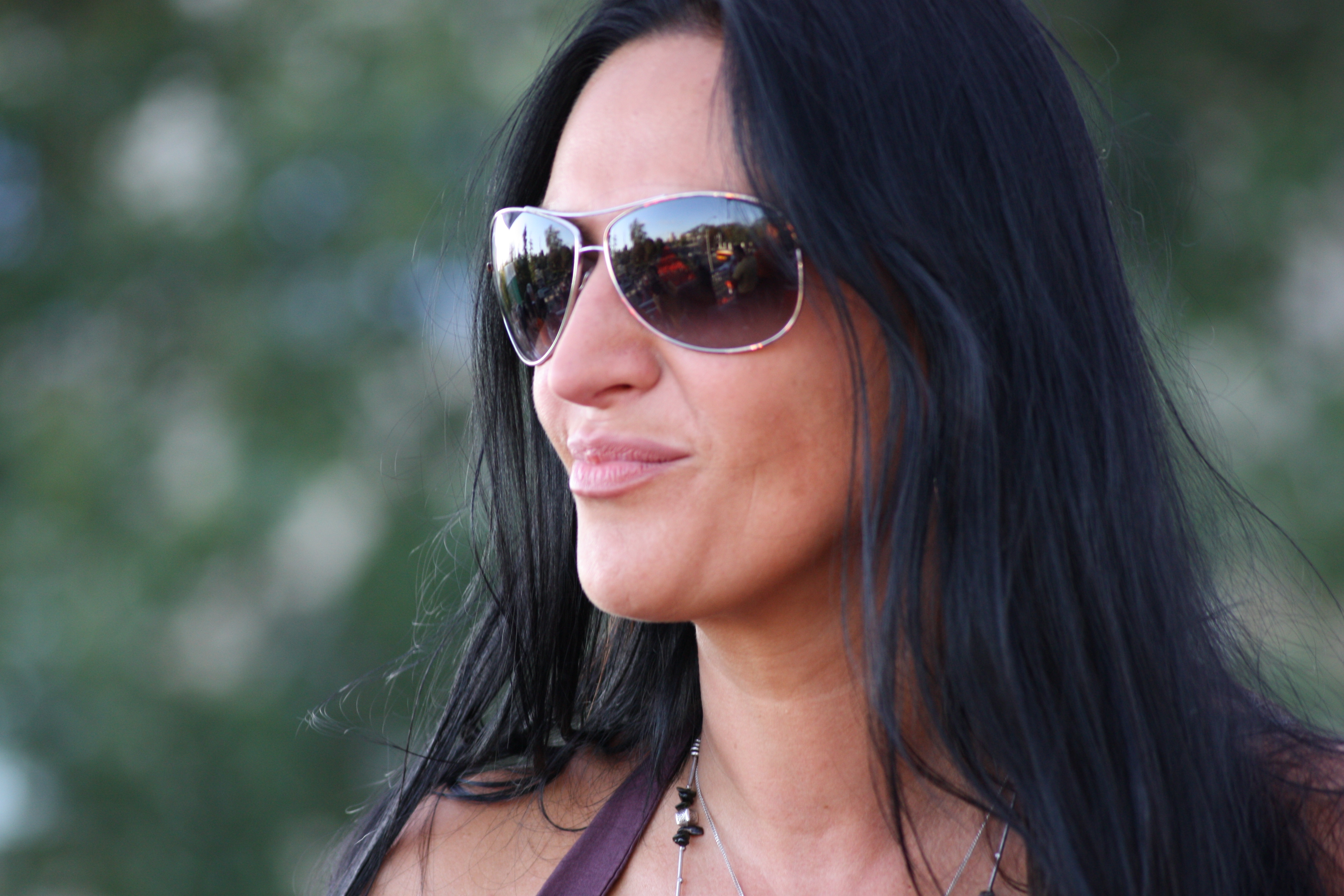
Kayah (2008)

W sierpniu 2008 zagrała koncert w Ostródzie w ramach Letniej trasy koncertowej RMF FM, a w następnym miesiącu wystąpiła podczas PKO BP London Live – Polish Music Festival na Wembley Arenie. W czerwcu 2009 wystąpiła podczas koncertu 20 lat wolności na Placu Teatralnym w Warszawie, a podczas 46. KFPP w Opolu odebrała Złotą Superjedynkę za zdobycie największej liczby Superjedynek w historii festiwalu. We wrześniu wydała album pt. Skała, którym stylistycznie powróciła do brzmień znanych z albumu Kamień. Za album w pierwszym dniu sprzedaży uzyskała status złotej płyty i zadebiutowała na pierwszym miejscu listy bestsellerów OLiS, na którym płyta utrzymała się przez kolejne dwa tygodnie; łącznie album sprzedano w blisko 40 tys. egzemplarzy. Kayah promowała album singlami: „Jak skała” i „Ocean spokojny już”. Za płytę uzyskała nominację do nagrody Fryderyka w kategorii album roku pop. W sierpniu zaśpiewała utwór „Pod Papugami” w koncercie ku czci Czesława Niemena podczas festiwalu sopockiego, a w listopadzie i grudniu odbyła trasę koncertową pt. Skała Akustycznie.

### Lata 2010–2019

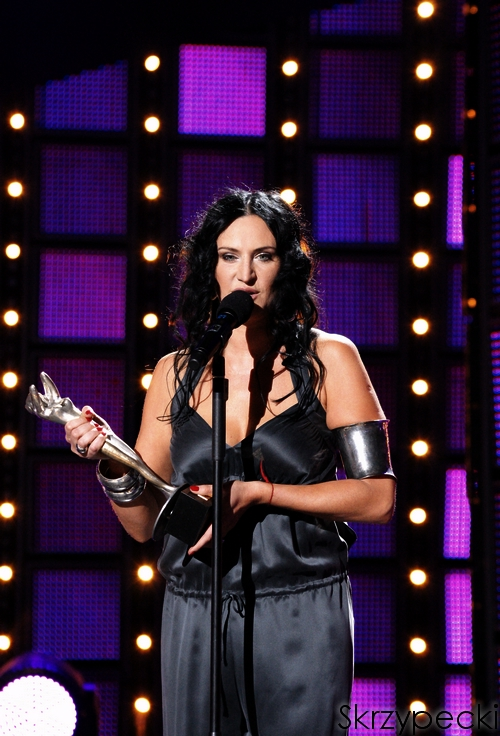
Kayah na 46. Krajowym Festiwalu Piosenki Polskiej w Opolu (2009)

W 2009 nawiązała współpracę z Royal String Quartet, z którym w marcu 2010 wydała album pt. Kayah & Royal Quartet. Na płycie umieściła swoje przeboje w nowych aranżacjach, nagranych przy użyciu instrumentów smyczkowych. Za sprzedaż albumu odebrała certyfikat złotej płyty. Od marca do maja odbyła trasę koncertową promującą album. W kwietniu wystąpiła jako gość na gali rozdania Fryderyków 2010, a pod koniec maja na festiwalu TOPtrendy w Sopocie otrzymała statuetkę „Top nr 5” za wysoką sprzedaż płyt w latach 2009–2010. 1 listopada premierę miał album pt. Panienki z temperamentem, który nagrała z Renatą Przemyk. Album, na którym znalazły się covery piosenek z repertuaru Kabaretu Starszych Panów, osiągnął nakład 10 tys. sprzedanych egzemplarzy. Również w listopadzie solowo zagrała cztery koncerty w Anglii w ramach cyklu Your Country Live.
Wiosną 2011 powróciła na listy przebojów z singlem „Za późno”, który uplasował się na czwartym miejscu w kategorii muzyka w opublikowanym przez Google Zeitgeist rankingu najczęściej wyszukiwanych haseł w polskim Internecie. 5 czerwca zagrała recital w trakcie festiwalu TOPtrendy 2011; koncert obejrzało ok. 1,9 mln widzów. Również w czerwcu wystąpiła podczas koncertów „Co ty na to? Z radiem lato” i „Panna, madonna, legenda tych lat – w hołdzie Ewie Demarczyk” na 48. KFPP w Opolu. W 2012 wystąpiła na 14. Charytatywnym Balu Dziennikarzy, podczas wakacyjnej trasy koncertowej Letnia scena Eski i na koncercie Stanko+ w ramach festiwalu Solidarity of Arts w Gdańsku. Zagrała także koncert na IX Festiwalu Kultury Żydowskiej „Warszawa Singera” z Transoriental Orchestrą, z którą nagrała także album pt. Transoriental Orchestra wydany w listopadzie 2013. Również w 2012 wystąpiła m.in. w koncercie z okazji 50-lecia działalności radiowej „Trójki”.
W czerwcu 2013 została odznaczona przez prezydenta Bronisława Komorowskiego Krzyżem Kawalerskim Orderu Odrodzenia Polski za „wybitne zasługi dla polskiej kultury oraz osiągnięcia w pracy artystycznej i twórczej”. Zaśpiewała także w trakcie gali jubileuszowej na 50. KFPP w Opolu. W grudniu wystąpiła w programie Gwiazdy kolędują z Dwójką. W maju 2014 zaśpiewała podczas koncertu TVP na warszawskim Podzamczu z okazji 10-lecia przystąpienia Polski do Unii Europejskiej, a w czerwcu – podczas koncertu 25 lat! Wolność – kocham i rozumiem! w ramach 51. KFPP w Opolu oraz na gali rozdania nagród w plebiscycie „Ludzie wolności” TVN i „Gazety Wyborczej”. Również w 2014 nagrała z Andrzejem Piasecznym cover piosenki Arethy Franklin „I Say a Little Prayer” na potrzeby kampanii reklamowej sieci sklepów Freshmarket. W 2015 wystąpiła m.in. na gali z okazji 25-lecia działalności RMF FM organizowanej w Teatrze Narodowym w Warszawie oraz w koncercie „Muzyczna biografia – 90 lat Polskiego Radia” na 52. KFPP w Opolu oraz zagrała koncert z Transoriental Orchestrą na Life Festival Oświęcim; początkowo miała wystąpić na festiwalu wraz z Goranem Bregoviciem, jednak jego występ odwołano z powodu z powodów politycznych, tj. poparcia dla rosyjskiej aneksji na Krym. Latem 2015 uczestniczyła w trasie Lato z radiem. W listopadzie wydała reedycję albumu pt. Kamień z okazji 20. rocznicy wydania płyty, a w grudniu zaśpiewała podczas „Sylwestrowej Mocy Przebojów” w Katowicach; koncert był najchętniej oglądanym telewizyjnym widowiskiem sylwestrowym. W maju 2016 kolejny raz wystąpiła w ramach trasy Letnia scena Eski, a w czerwcu – podczas koncertu pt. „Ta noc do innych niepodobna” z okazji 120-lecia kinematografii w ramach 53. KFPP w Opolu. We wrześniu zagrała w Warszawie koncert z Goranem Bregoviciem, a w listopadzie wydała album pt. Gdy pada śnieg, na którym umieściła covery kolęd i autorskie piosenki świąteczne.

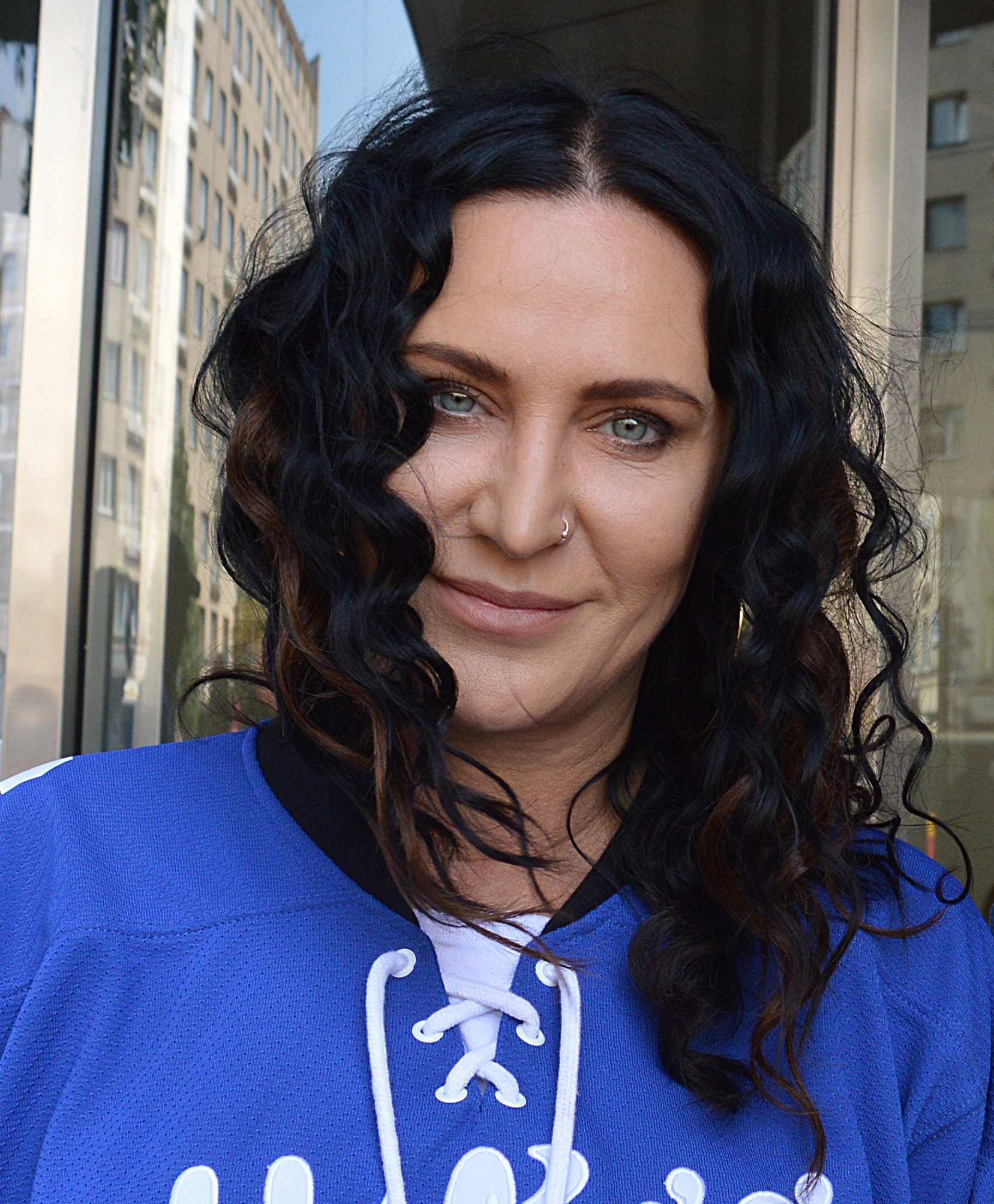
Kayah (2017)

W 2017 nawiązała współpracę z izraelskim kompozytorem i producentem Idanem Raichelem, z którym wylansowała przebój „Po co”. W maju zrezygnowała z występu na LIV Krajowym Festiwalu Piosenki Polskiej w Opolu z powodów politycznych oraz jako „znak jedności z tymi, którzy na cenzurowanym byli i nadal pozostali”, wyrażając niezadowolenie z działalności Telewizji Polskiej. Latem zaśpiewała na gali wręczenia tytułu „Człowieka roku” od redakcji „Gazety Wyborczej” oraz wystąpiła na festiwalach: Disco pod gwiazdami w Stężycy, Top of the Top w Sopocie i Magiczne zakończenie wakacji w Kielcach. Jesienią odbyła ogólnopolską trasę koncertową z Goranem Bregoviciem, poza tym m.in. zaśpiewała podczas koncertu z okazji 20-lecia emisji teleturnieju TVP1 Jaka to melodia?. W listopadzie nagrała z Grzegorzem Hyży utwór „Podatek od miłości” na potrzeby filmu o tym samym tytule. W marcu 2018 na gali rozdania MocArtów RMF Classic odebrała nagrodę przyznawaną „artystom, którzy w szczególny sposób zapisali się w historii radia”,. W maju wystąpiła podczas koncertów: „Radiowy przebój roku” w ramach Polsat SuperHit Festiwal 2018 i „Gwiazdy dla Zbyszka. Tribute to Zbigniew Wodecki”, który był transmitowany w TVN. W lipcu była jedną z gwiazd festiwalu New Pop w Białymstoku i koncertu Polsatu „Gwiazdy dla Ziemi – Earth Festival” w Uniejowie. W sierpniu wystąpiła podczas koncertu „#iDANCE” na festiwalu Top of the Top w Sopocie. Również w 2018 udzieliła się wokalnie w projekcie artystycznym Tomasza Bagińskiego „Czarna Polana” oraz nagrała piosenkę „Miłość” na potrzeby albumu pt. Tischner. Mocna nuta, który został nagrany ku pamięci ks. Józefa Tischnera i był nominowany do Fryderyków za album roku folk/muzyka świata. W 2019 wystąpiła m.in. podczas koncertu walentynkowego w Studiu Koncertowym Polskiego Radia im. Witolda Lutosławskiego w Warszawie i na gali rozdania Fryderyków. Zagrała także trzy koncerty z Goranem Bregoviciem i wydała singiel „Dawaj w długą”, wystąpiła w Gdańsku na koncercie zorganizowanym przez Europejskie Centrum Solidarności z okazji 30. rocznicy pierwszych częściowo wolnych wyborów parlamentarnych w Polsce oraz podczas koncertu Gwiazdy dla Ziemi – Earth Festival w Uniejowie, a także w ramach trasy Lato z radiem w Zakopanem. Od czerwca do października występowała z innymi artystkami w ramach projektu koncertowego „Women’s Voices. Kobiety ratują planetę”. W sierpniu ponownie wystąpiła w koncercie „#iDance” podczas festiwalu Top of the Top w Sopocie. W grudniu wystąpiła podczas koncertu świątecznego „Najpiękniejsze kolędy” w kościele parafialnym pw. Matki Bożej Częstochowskiej w Lubinie.

### Od 2020
W styczniu 2020 wydała singiel „Ramię w ramię”, który nagrała z Viki Gabor. Za jego autorstwo otrzymała nominacje do Fryderyków 2021 w kategoriach kompozytor roku i autor roku. W marcu ukazał się teledysk do piosenki „Przejazdem” zespołu Pectus, w której gościnnie zaśpiewała. W maju wzięła udział w akcji #hot16challenge2, promującej zbiórkę funduszy na rzecz personelu medycznego pracującego w trakcie trwania pandemii COVID-19. Z inicjatywy Anny Dymnej wzięła udział także w nagraniu piosenki „Mimo wszystko”, będącej hołdem dla ludzi walczących o zdrowie innych w dobie pandemii COVID-19. W sierpniu ukazał się singiel Karoliny Cichej „Płacz nad młodością, co odchodzi” nagrany z udziałem Kayah. We wrześniu wydała utwór „Królestwo kobiet” nagrany z Mery Spolsky na potrzeby promocji serialu TVN o tym samym tytule. W październiku odbyła się premiera singla Marii Sadowskiej „Kocham cię” z gościnnym udziałem Kayah. W tym samym miesiącu artystka wystąpiła z Viki Gabor jako gość muzyczny w finale 11. edycji programu Polsatu Dancing with the Stars. Taniec z gwiazdami. W grudniu wydała świąteczny utwór „To spotkanie”, który zaśpiewała z Małgorzatą Kościelniak.

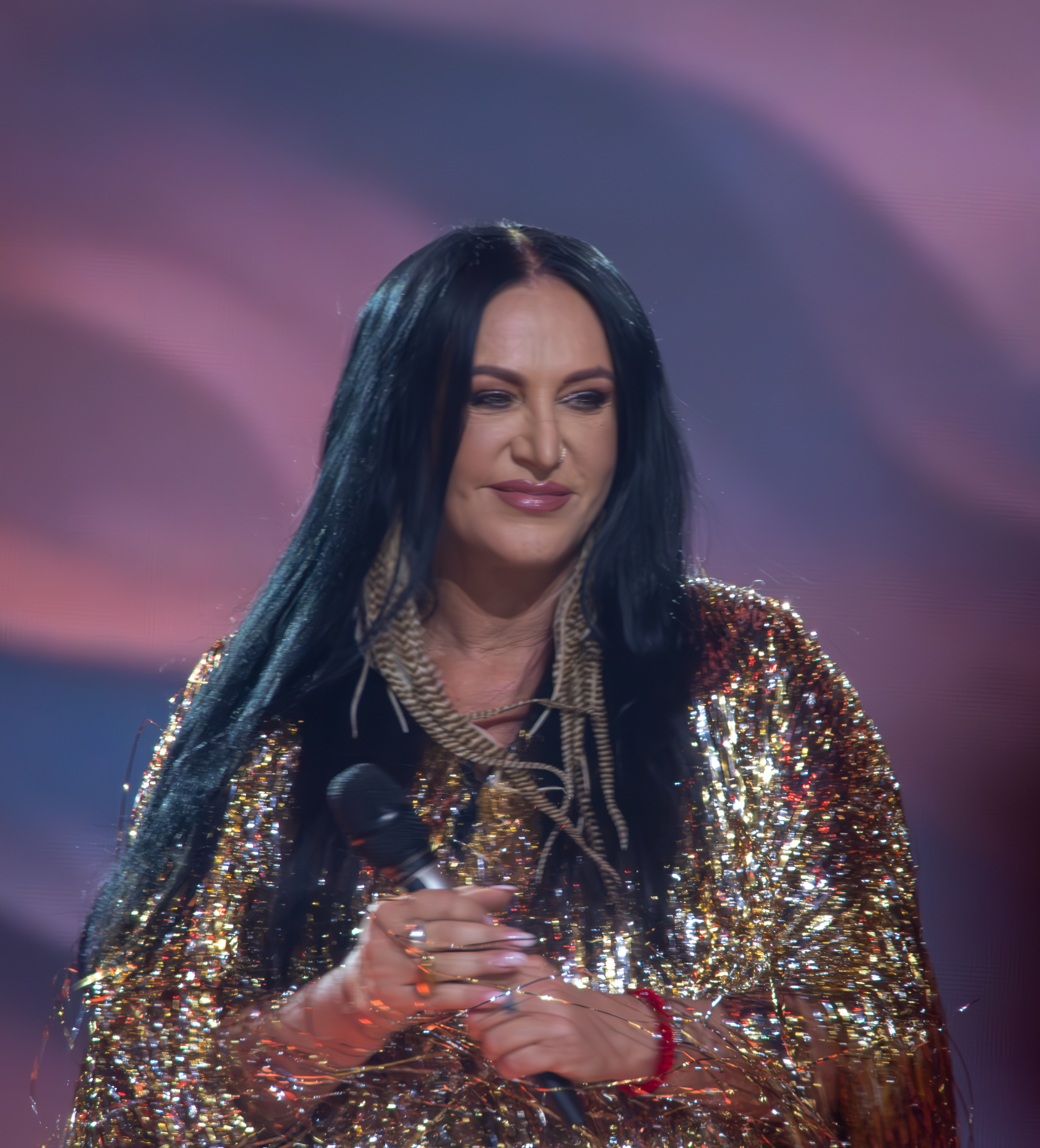
Kayah podczas gali Fryderyków 2024

W czerwcu 2021 wydała utwór „Kochaj różnym być”, który nagrała z Nickiem Sincklerem. Również w 2021 wystąpiła m.in. podczas koncertu Polskiego Radia „To, co najpiękniejsze – pamięci Krzysztofa Krawczyka”, podczas koncertu „Najlepsi z najlepszych” na Polsat SuperHit Festivalu 2021, na gali rozdania Fryderyków 2021, podczas koncertów #Forever Young i #Nasze20lecie na Top of the Top Sopot Festival 2021, gali finałowej wyborów Miss Polski 2021 oraz koncertu „Fundacja Polsat 25 lat. Jesteśmy dla dzieci”. Na przestrzeni roku premierę miały też piosenki, w których gościnnie zaśpiewała: „Powiedz kotku” Andrzeja Piasecznego, „Nie dzielcie nas” Krzysztofa Iwaneczki, „Pod powieką (Preludium e-moll)” Natalii Kukulskiej i „Niech zimy nie będzie” Arka Kłusowskiego.
W 2022 wystąpiła m.in. na charytatywnym koncercie TVN „Razem z Ukrainą”, na koncercie „Radiowy przebój roku” na Polsat SuperHit Festiwal i podczas Top of the Top Sopot Festivalu. Poza tym wydała single „Odnaleźć siebie” i „No, a ja?” (nagrany w duecie z Michałem Bajorem), a jesienią w ramach projektu „Kayax XX Rework” z okazji 20-lecia wytwórni Kayax wzięła udział w nagraniu nowej wersji utworu Julii Wieniawy „Nie muszę” i swojego singla „Po co”. Pod koniec roku wystąpiła gościnnie na koncercie Margaret w ramach serii MTV Unplugged. W 2023 wystąpiła na telewizyjnych koncertach organizowanych przez Polsat: „Stay Together – Nie bądź obojętny”, „100 lat Disneya”, „20 lat festiwali Polsatu w Sopocie” (w ramach Polsat SuperHit Festiwal 2023), „Pokolenia wolności. Koncert z okazji rocznicy I wolnych wyborów”, „Gwiazdy dla Czystej Polski” (w ramach festiwalu „Earth Festival”) i „Sylwestrowa Moc Przebojów” oraz na organizowanym przez TVN Top of the Top Sopot Festival i wigilijnym koncercie „Wspólne kolędowanie”. W tym samym roku ukazały się single Patricii Kazadi „Genesha” i Dominika Dudka „Na co mi to” nagrane w duecie z Kayah, a także wznowienie albumu Stereo typ w wersji winylowej z okazji 20-lecia wydania. Ponadto wraz z zespołami Dagadana, Laboratorium Pieśni i Tęgie Chłopy wystąpiła gościnnie w singlu „Jesień – tańcuj” L.U.C.-a i Rebel Babel Film Orchestry, promującym film Chłopi. Piosenka dotarła do 9. miejsca notowania OLiS – single w streamie i została certyfikowana platynową płytą. Ponadto otrzymała nominację do Fryderyka 2024 w kategorii utwór roku i zajęła trzecie miejsce w polskich wewnętrznych eliminacjach na 68. Konkurs Piosenki Eurowizji.
Na początku 2024 zakończyła współpracę z wieloletnim menedżerem Tomaszem Grewińskim. W marcu tego samego roku wykonała pierwszy koncert w ramach cyklu Muzyka na dobry wieczór organizowanego przez TVP2, uczestniczyła w wykonaniu utworu „Jesień – tańcuj” podczas ceremonii Fryderyków 2024, a także wystąpiła na charytatywnym koncercie TVP „Kto nas wzywa – 70 lat GOPR”. W maju wystąpiła na specjalnym koncercie TVP1 „Dobrze, że jesteśmy razem” z okazji 20. rocznicy wejścia Polski do Unii Europejskiej i na jubileuszu 25-lecia Golec uOrkiestra (w ramach Polsat Hit Festiwalu 2024). Wzięła także udział w LXI KFPP w Opolu, gdzie wystąpiła w konkursie Premier (pozakonkursowo), w jubileuszowym występie Michała Bajora oraz w koncercie Zakochani są wśród nas z piosenkami Janusza Kondratowicza. W sierpniu wystąpiła na koncercie „Gorączka sopockiej nocy” w ramach Top of the Top Sopot Festival. We wrześniu wzięła udział w nagraniu nowej wersji utworu „Moja i twoja nadzieja” zespołu Hey, dedykowanej ofiarom powodzi w Europie Środkowej. Jesienią została wydana reedycja albumu Kayah i Bregović z okazji 25-tej rocznicy premiery, a Kayah z Bregoviciem odbyła jubileuszową trasę koncertową. W listopadzie wystąpiła na koncercie TVP1 „Jesteśmy sobie potrzebni” z okazji Święta Niepodległości. 31 grudnia wystąpiła podczas Sylwestrowej Mocy Przebojów dla telewizji Polsat w Toruniu. 14 stycznia 2025 wydała singiel „Proszę tańcz”, który nagrała w duecie z Dawidem Kwiatkowskim.
27 kwietnia 2025 wystąpiła podczas koncertu TVP „Tysiąclecie Korony Polskiej”. 23 maja 2025 zagrała podczas Polsat Hit Festiwalu 2025 koncert z okazji 30-lecia albumu Kamień, a następnie koncert z Goranem Bregoviciem. 7 czerwca tego samego roku TVP wyemitowała koncert „Wyspa dzieci, czyli muzyczni spadkobiercy zespołu 2 plus 1” poświęcony życiu i twórczości Elżbiety Dmoch, w którym wystąpiła Kayah. 25 czerwca wzięła udział w koncercie „Wrocław Przyszłości”, który transmitowany był przez telewizję Polsat. W lipcu zapowiedziała nowy album studyjny pt. Takotsubo oraz miał premierę singel „Wiatr” braci Kacperczyk nagrany z udziałem Kayah i rapera Huberta.

## Działalność biznesowa
Równolegle z działalnością muzyczną skupiła się na działalności producenckiej. W 2001 wraz ze swoim ówczesnym menedżerem, Tomaszem „Tomikiem” Grewińskim, zawiązała spółkę producencką Kayax. Pierwszym efektem współpracy było stworzenie siedmiu utworów na album Ewy Bem pt. Mówię tak, myślę nie. W kolejnych latach wydała albumy wykonawców, takich jak Brodka, Zakopower, Hey, Andrzej Smolik, Urszula Dudziak, Artur Rojek, Krzysztof Kiljański, Maria Peszek, Krzysztof Zalewski, Daria Zawiałow czy Mary Komasa. W 2025 sprzedała swoje udziały w spółce Grewińskiemu.
Pod koniec 2018 uruchomiła projekt muzyczny My Name Is New mający na celu promowanie debiutujących wykonawców.

## Działalność polityczna
W 2007 związała się z powstałą wówczas Partią Kobiet.
W 2016 podjęła współpracę z Komitetem Obrony Demokracji, biorąc udział we wrześniowym marszu i wygłaszając na nim przemówienie przeciwko działaniom rządu w sprawach aborcji. W 2017 wystąpiła w spocie ruchu społecznego Kultura Niepodległa, sprzeciwiającemu się „podporządkowaniu kultury politykom i partiom politycznym”.

## Działalność społeczno-charytatywna

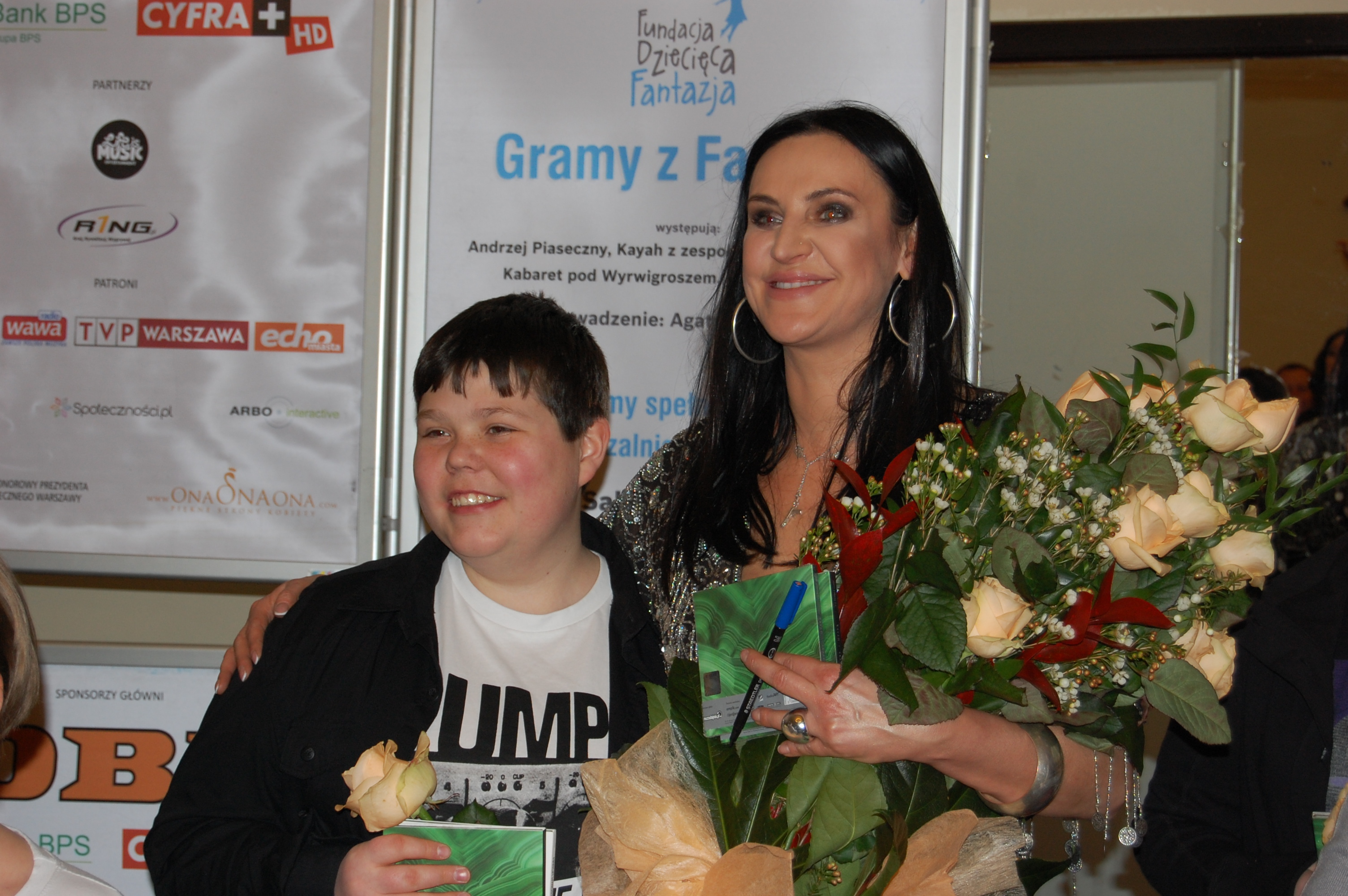
Kayah podczas gali charytatywnej „Gramy z Fantazją” w Sali Kongresowej w Pałacu Kultury i Nauki w Warszawie, 3 marca 2012

Współpracowała z Komitetem Ochrony Praw Dziecka i Fundacją Uli Jaworskiej, angażując się akcje profilaktyki zdrowotnej. Zasiadała w Radzie Polskiej Fundacji Muzycznej. Wspierała kampanię, przeprowadzaną przez firmę farmaceutyczną Merck Serono, zachęcającą do przeprowadzania działań edukacyjnych związanych z chorobami tarczycy. W 2019 wsparła akcję kanału Discovery Life „#BadamPiersi” zachęcającą kobiety do profilaktyki w badaniu piersi.
Zaangażowała się w ogólnopolską kampanię społeczną Pij mleko! Będziesz wielki. W 2007 zaśpiewała w koncercie „Podziel się posiłkiem”, mającym promować akcję dożywiania dzieci. Brała udział w kampanii Fundacji Polsat: „A wystarczy naprawdę niewiele – wystarczy chcieć” (2008) i „Dzieci dzieciom” (2009). Charytatywnie wzięła udział w nagraniu audiobooków dla pacjentów szpitali dziecięcych w całej Polsce: „Bajki oparte na Faktach” w 2013 i „Klub Sportowy Koźlątko” w 2016. W 2018 wraz z Grzegorzem Hyżym zagrała w specjalnym odcinku teleturnieju Milionerzy, a wygraną z programu – czek na 40 tys. zł – przekazali na rzecz Fundacji TVN „Nie jesteś sam”. Również w 2018 wsparła akcję „Podaruj wigilię” Stowarzyszenia „Mali bracia ubogich”. W 2019 wystąpiła w mikołajkowym bloku reklamowym telewizji Polsat, z którego dochód – ponad 1,2 mln zł – został przekazany na leczenie i rehabilitację podopiecznych Fundacji Polsat.
Została ambasadorką polskiego oddziału Światowego Funduszu na rzecz Przyrody; brała udział w akcji WWF Godzina dla Ziemi (2009). W 2018 i 2019 wystąpiła podczas pierwszej i drugiej edycji koncertu „Gwiazdy dla Ziemi – Earth Festival”, mającego na celu uświadamianie ludzi na temat globalnego problemu związanego z zanieczyszczeniem środowiska. W 2019 włączyła się w projekt koncertowy Pauliny Przybysz „Women’s Voices. Kobiety ratują planetę”.
Zaangażowała się w kampanię społeczną Kultura się liczy prowadzoną przez Narodowe Centrum Kultury.
Jest sojuszniczką społeczności LGBT. Zainicjowała powstanie albumu kompilacyjnego pt. Music 4 Boys & Gays (2007), który adresowany był do gejów, i jego kontynuacji Music 4 Queers & Queens (2020). W 2021 zadeklarowała, że swoją Nagrodę Artystyczną Prezydenta Miasta Białegostoku przeznaczy na stowarzyszenie Tęczowy Białystok działające na rzecz osób LGBT i Fundację „AXMAD” opiekującą się uchodźcami z Czeczenii.

## Pozostałe przedsięwzięcia
W 2004 uczestniczyła w sztafecie z ogniem olimpijskim podczas Letnich Igrzysk Olimpijskich w Atenach.
Była prowadzącą autorskiego programu rozrywkowego TVN To było grane (1998), jurorką w Fabryce gwiazd (2008) i jednym odcinku programu SuperSTARcie (2014) oraz trenerką w pierwszej edycji The Voice of Poland (2011). Za bycie trenerką w The Voice of Poland zdobyła nominację do Telekamer 2011 w kategorii juror. Była uczestniczką charytatywnego wydania teleturnieju Milionerzy (2018). Współprowadziła pojedyncze koncerty podczas festiwali: KFPP w Opolu (1998, 2005 i 2024), TOPtrendy 2004 i Sopot Festivalu 2007, a także ceremonie wręczenia Fryderyków w latach 2002, 2008 i 2014.

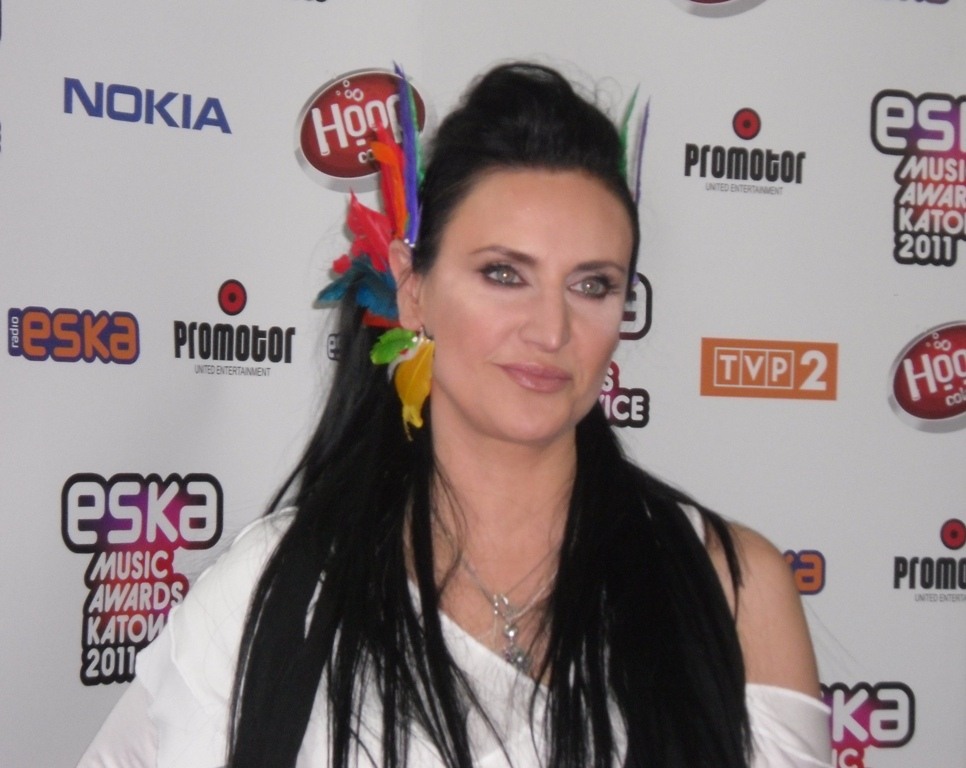
Kayah na gali rozdania Eska Music Awards w Katowicach (2011)

Zaangażowała się w kampanię promocyjną internetowego serwisu informacyjnego Arena.pl (2002) oraz rozgłośni radiowych: Radio Zet (2003, 2006), RMF Classic (2011) i Meloradio (2018). Wystąpiła w kampanii reklamowej marki obuwniczej Inblu (2003), sieci telefonii komórkowej Orange Pop (2005) i Orange (2006), kanału muzycznego VH1 Polska (2005), marki herbacianej Lipton (2007), producenta kosmetyków AA (2009) i sieci sklepów Freshmarket (2014). Za muzykę napisaną do reklamy Orange Pop dostała nagrody na festiwalach Crackfilm, Kreatura i Złote Orły. W 2004 stworzyła linię perfum i kosmetyków „Kayah Women” i „Kayah Men”.
Współtworzyła internetowe nRadio. Współpracowała nad audycją 3 piosenki w Radio Zet Chilli. W latach 2017–2022 prowadziła audycję „Tu i teraz” w Meloradiu.
Wzięła udział w sesjach zdjęciowych do okładek czasopism: „Playboy” (1996, 1997, 2003), „Elle Polska” (1999), „Boutique” (2005), „Gala” (2006, 2010), „Viva!” (2007), „Olivia” (2011), „Zwierciadło” (2012) i „Sens” (2015). W 2011 była felietonistką „Gali”.
Wystąpiła gościnnie w serialach TVN Niania (2005) i Druga szansa (2016). Zagrała Marię Corazzi w filmie Dublerzy i serialu TVP1 serialu o tym samym tytule; obie produkcje miały premierę w 2006. Brała również udział w zdjęciach próbnych do ekranizacji powieści Henryka Sienkiewicza Ogniem i mieczem w reżyserii Jerzego Hoffmana, jednak ostatecznie nie dostała się do obsady filmu; rolę Horpyny odegrała Rusłana Pysanka. Zagrała gwiazdę w filmie Piksele (2009).
W styczniu 2019 zapowiedziała trwanie prac nad książką autobiograficzną, nad którą współpracowała z Agnieszką Wójtowicz.

## Charakterystyka muzyczna i inspiracje
Na albumie Kamień, który traktuje jako „prawdziwy debiut”, umieściła materiał łączący brzmienia soulowe z jazzem i R&B, do których powróciła przy nagrywaniu płyty Skała. Zainteresowała się także brzmieniami disco i elektronicznymi, co słychać na płytach Zebra i JakaJaKayah. Po wydaniu płyt Kamień i JakaJaKayah zaczęła być nazywana w mediach „zdolną propagatorką muzyki soul i R&B w Polsce”. W międzyczasie nagrała też album Kayah & Bregović z muzyką bałkańską. Przy okazji płyty Stereo typ powróciła do brzmień popowych. Przy tworzeniu krążka Transoriental Orchestra inspirowała się muzyką żydowską, a także zaśpiewała na nim w językach: hebrajskim, arabskim, jidysz i ladino.

## Wpływ na popkulturę
Uchodzi za jedną z najciekawszych i największych polskich gwiazd muzyki, jedną z najpopularniejszych polskich wokalistek i gwiazdę.
W programie rozrywkowym Polsatu Twoja twarz brzmi znajomo w postać wokalistki wcielili się: Mariusz Totoszko (zaśpiewał utwór „Prawy do lewego”), Anna Czartoryska-Niemczycka („Testosteron”), Agnieszka Twardowska („Na językach”), Kasia Moś („Po co”), Katarzyna Ptasińska („Byłam różą”), Natalia Avelon („Ramię w ramię”), Katarzyna Kołeczek („Supermenka”) i Katarzyna Skrzynecka („Prócz ciebie nic”).
Magdalena Mielcarz wielokrotnie wskazywała Kayah jako osobę, która wywarła silny wpływ na jej muzyczną twórczość, a Ralph Kaminski, Julia Wieniawa, Reni Jusis i Margaret wskazują Kayah jako swoją idolkę i inspirację.

## Życie prywatne

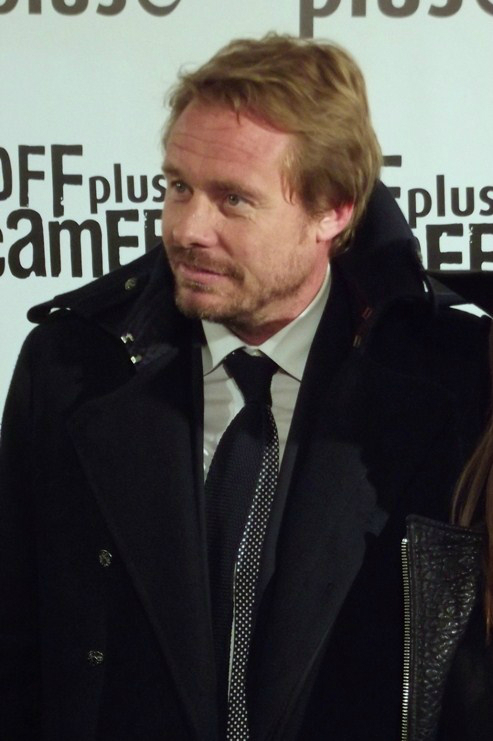
Rinke Rooyens, mąż Kayah w latach 1998–2010

W latach 90. pozostawała w nieformalnym związku z gitarzystą Bogdanem Kowalewskim. Podczas nagrywania programu To było grane poznała producenta telewizyjnego Rinke Rooyensa, którego poślubiła 5 sierpnia 1998. 1 grudnia 1998 urodził im się syn, Roch. W 1999 małżonkowie otrzymali Srebrne Jabłko, nagrodę przyznawaną w plebiscycie czytelników miesięcznika Pani „najwspanialszym polskim parom”. Od 2002 byli w separacji, ostatecznie rozwiedli się w 2010. W latach 2005–2009 była związana z Sebastianem Karpielem-Bułecką, później spotykała się z senegalskim muzykiem Pako Sarrem. W latach 2017–2023 była związana z Jarosławem Grzywińskim, byłym prezesem Giełdy Papierów Wartościowych.
Jest wegetarianką. Była związana ze szkołą kabały. Choruje na chorobę Hashimoto.
Posiadała dom w Rio de Janeiro. W 2023 zakupiła mieszkanie w Wenecji. W 2007 jej majątek szacowany był na ok. 1,5 mln złotych. Była jedną ze „100 najcenniejszych gwiazd polskiego show-biznesu” według danych magazynu „Forbes Polska”; jej wizerunek został wyceniony przez reklamodawców na 391 tys. zł w 2008 (34. miejsce), 390 tys. zł w 2009 (35. miejsce), 360 tys. zł w 2010 (64. miejsce), w 2011 zajęła 29. miejsce, 381 tys. w 2012 (53. miejsce), 529 tys. zł, w 2013 (21. miejsce) i 269 tys. w 2014 (51. miejsce). W 2015 zakończono publikację rankingu.

## Dorobek artystyczny

### Muzyka
Albumy studyjne
- Kayah (1988)
- Kayah (1991)
- Kamień (1995)
- Zebra (1997)
- Kayah i Bregović (1999; z Goranem Bregoviciem)
- JakaJaKayah (2000)
- Stereo typ (2003)
- Kolędy śpiewa Kayah (2006)
- Skała (2009)
- Kayah & Royal Quartet (2010; z Royal String Quartet)
- Panienki z temperamentem (2010; z Renatą Przemyk)
- Transoriental Orchestra (2013)
- Gdy pada śnieg (2016)

### Filmografia
Źródło:
| Rok  | Tytuł          | Rola          | Dodatkowe informacje                       |
| ---- | -------------- | ------------- | ------------------------------------------ |
| 2006 | Niania         | ona sama      | serial telewizyjny; odcinek „Oda do Kayah” |
| 2006 | Dublerzy       | Maria Corazzi | film lub miniserial                        |
| 2009 | Piksele        | gwiazda       | film                                       |
| 2016 | Druga szansa   | ona sama      | serial telewizyjny; odcinek „Szansa”       |
| 2018 | Zabawa, zabawa | gwiazda       | film                                       |